# Dehkhoda Lexicon Institute & International Center for Persian Studies
Dehkhoda Lexicon Institute & International Center for Persian Studies (persiska: مؤسسه لغت‌نامه دهخدا و مرکز بین‌المللی آموزش زبان فارسی), är ett av de  främsta internationella språkundervisnings- och forskningsinstiutet inriktat på persiska språket och litteraturen i Iran och är beläget i stadsdelen Tajrish i norra Teheran.

## Historia
Institutet grundades 1945 under ledning av lingvisten Ali Akbar Dehkhoda, huvudförfattare till den persiska nationalencyklopedin Loghatnâme-ye Dehkhodâ (Dehkhodas ordbok) och är numera en del av Teherans universitet.
Idén bakom institutet går tillbaka till en iransk lag från 1925 som förordnade sammanställningen av en officiell persisk vetenskaplig ordbok. Arbetet med ordboken påbörjades av Dehkhoda, och efter hans död 1956 omvandlades hans bostad i norra Teheran till Dehkhoda Institute. Mohammad Moin blev ny föreståndare för institutet åren 1956-1966 och han efterträddes av Jafar Shahidi. 
Lingvister och litteraturvetare från flera iranska universitet bidrog till arbetet med ordboken. 1957 delegerades ansvaret för ordboken till Institutionen för persiskt språk och litteratur vid Teherans universitet. Dehkhodainstitutet blev en del av Teherans universitet och ingår numera i Mahmud Afsharstiftelsen. 2007 bytte institutet formellt namn till Dehkhoda Lexicon Institute & International Center for Persian Studies.

## Språkkurser i persiska
Institutet erbjuder grundkurser, mellanliggande och avancerade kurser i persiska språket för både utländska och iranska studenter, samt kurser på kandidat-, magister- och doktorandnivå i persiska språk och litteraturen, orientalistik och iranistik.